# Placebo (album Janusza Muniaka)
Placebo – album polskiego saksofonisty jazzowego Janusza Muniaka, nagrany z prowadzonym przez niego zespołem – Janusz Muniak Group.
Album nagrany został Studiu Polskiego Radia PR III w Warszawie 11 grudnia 1982. Wszystkie utwory zamieszczone na płycie to kompozycje lidera – Janusza Muniaka. LP został wydany w 1983 przez wydawnictwo PolJazz w wersji stereofonicznej pod numerem katalogowym PSJ-115. Reedycja na CD ukazała się w 2009 nakładem wydawnictwa Anex (AN 325).

## Muzycy
- Janusz Muniak – saksofon sopranowy, saksofon tenorowy
- Wojciech Puszek – fortepian Fendera
- Andrzej Cudzich – kontrabas
- Krzysztof Zawadzki – perkusja

## Lista utworów
Strona A
| 1. | „Rozmyślanie na sopranie” | 8:35  |
|    |                           |       |
| 2. | „Funky dla pani Hanki”    | 7:00  |
|    |                           |       |
|    |                           | 15:35 |
|    |                           |       |
Strona B
| 1. | „Nie bądź na mnie zła gdy wracam z trasy” | 9:40  |
|    |                                           |       |
| 2. | „Placebo”                                 | 11:10 |
|    |                                           |       |
|    |                                           | 20:50 |
|    |                                           |       |